# San Juan del Cesar (ort)
San Juan del Cesar är en ort i Colombia.   Den ligger i departementet La Guajira, i den norra delen av landet, 700 km norr om huvudstaden Bogotá. San Juan del Cesar ligger 214 meter över havet och antalet invånare är 26 848.
Terrängen runt San Juan del Cesar är platt åt sydost, men åt nordväst är den kuperad. Runt San Juan del Cesar är det ganska glesbefolkat, med 50 invånare per kvadratkilometer. San Juan del Cesar är det största samhället i trakten. Omgivningarna runt San Juan del Cesar är huvudsakligen savann.